# Hyagnis kashmirensis
Hyagnis kashmirensis är en skalbaggsart som beskrevs av Stefan von Breuning 1939. Hyagnis kashmirensis ingår i släktet Hyagnis och familjen långhorningar. Inga underarter finns listade i Catalogue of Life.